# Piscop
Piscop je francouzská obec v departementu Val-d'Oise v regionu Île-de-France. V roce 2014 zde žilo 726 obyvatel.

## Poloha obce
Sousední obce jsou: Domont, Écouen, Ézanville, Montmorency a Saint-Brice-sous-Forêt.

## Vývoj počtu obyvatel
Počet obyvatel